# Foyer israélite
Le Foyer israélite situé au 5 rue de Médicis dans le 6e arrondissement de Paris, créé le 1er janvier 1900 ou en 1920, est un restaurant cacher. A côté des jardins du Luxembourg et de la Place de la Sorbonne, il occupe une place particulière, dans la communauté juive parisienne. Il fait l'objet d'un attentat le 27 mars 1979, avec pour résultat vingt-six blessés dont dix grièvement atteints.

## Histoire

### Les années 1920
Le Foyer israélite est ouvert comme restaurant en 1920. Il est ouvert par le rabbin Jules Bauer (1868-1931), directeur du Séminaire israélite de France et son épouse Gabrielle Bauer (1876-1944). C'est un restaurant à très bon marché La clientèle se compose alors d’immigrants.

### Seconde Guerre mondiale
Durant la Seconde Guerre mondiale, le restaurant est fermé.

### Après la guerre
Le restaurant est rouvert en 1946. Jusqu'en 1967, c'est le seul restaurant cacher pour les étudiants du Quartier Latin.
La Famille Sandler va gérer le Foyer israélite.
Edmond Samuel décrit ainsi le restaurant: C’était un restaurant qui avait du charme, avec une terrasse donnant sur la rue, géré par Mr Sandler, un vieil homme barbu, la Kippa sur la tête et dont l’allure rappelait les habitants des Shtetls.

### Attentat du 27 mars 1979
Le mardi 27 mars 1979, vers 12 h 30, un attentat contre le restaurant universitaire fait vingt-six blessés dont dix grièvement atteints. La terrasse couverte sur le trottoir de la rue est complètement détruite. La salle intérieure du restaurant est ravagée,.